# Fernando Mario Chávez Ruvalcaba
Fernando Mario Chávez Ruvalcaba (Zacatecas, 30 novembre 1932 – Zacatecas, 15 settembre 2021) è stato un vescovo cattolico, filosofo e teologo messicano.

## Biografia
Fernando Mario Chávez Ruvalcaba nacque a Zacatecas il 30 novembre 1932.

### Formazione e ministero sacerdotale
Studiò filosofia nel seminario conciliare della sua città natale e teologia presso la Pontificia Università Gregoriana a Roma come alunno del Pontificio Collegio Pio Latino-Americano conseguendo la licenza in filosofia e teologia con specializzazione in spiritualità.
Il 23 dicembre 1961 fu ordinato presbitero per la diocesi di Zacatecas da monsignor Antonio Samoré, segretario della Congregazione per gli affari ecclesiastici straordinari e vicepresidente della Pontificia commissione per l'America Latina. In seguito fu direttore spirituale del seminario minore, rettore del tempio di Gesù Bambino a Zacatecas e cappellano e confessore delle suore oblate di San Giuseppe dal 27 agosto 1964; assistente dell'assessore del Movimento famigliare cristiano; direttore spirituale del seminario conciliare di Zacatecas; professore di filosofia, teologia dogmatica e storia della filosofia nel primo corso di studi filosofici; cappellano del convento delle clarisse di Zacatecas; cappellano dei Cavalieri di Colombo dal 1976; promotore della vita consacrata e del Movimento di spiritualità dei religiosi; coordinatore del presbiterio; cerimoniere del vescovado; segretario generale della curia diocesana e vicario generale e canonico del capitolo della cattedrale di Nostra Signora Assunta a Zacatecas dal 24 maggio 1988. L'11 gennaio 1990 venne nominato responsabile di zona per la preparazione della visita di Giovanni Paolo II alla diocesi svoltasi nel maggio dello stesso anno. Il 7 gennaio 1997 il collegio dei consultori lo elesse amministratore diocesano.

### Ministero episcopale
Il 20 gennaio 1999 papa Giovanni Paolo II lo nominò vescovo di Zacatecas. Ricevette l'ordinazione episcopale il 20 marzo successivo nella Plaza de Toros Monumental di Zacatecas dall'arcivescovo Justo Mullor García, nunzio apostolico in Messico, co-consacranti il vescovo emerito di Zacatecas Javier Lozano Barragán, presidente del Pontificio consiglio della pastorale per gli operatori sanitari, e il vescovo emerito di Aguascalientes Rafael Muñoz Núñez.
Nel settembre del 2005 compì la visita ad limina.
L'8 ottobre 2008 papa Benedetto XVI accettò la sua rinuncia al governo pastorale della diocesi per raggiunti limiti di età. Si stabilì nella città di Guadalupe prestando i suoi servizi religiosi nella parrocchia dei Sacri Cuori.
In seno alla Conferenza dell'episcopato messicano fu membro del comitato paritetico permanente CEM-CIRM, membro della commissione per l'apostolato dei laici, responsabile della Scuola della Croce, sostituto della regione pastorale del Sud Pacifico, membro della commissione per la pastorale liturgica, membro dell'assessorato alla previdenza sociale per il clero, presidente del dicastero episcopale per la pastorale dei santuari e responsabile della dimensione pastorale della catechesi della commissione episcopale per la pastorale profetica.
Morì a Zacatecas il 15 settembre 2021 all'età di 88 anni per COVID-19. Le esequie si tennero il 17 settembre alle ore 12 nella cattedrale di Nostra Signora Assunta a Zacatecas e furono presiedute da monsignor Sigifredo Noriega Barceló, vescovo di Zacatecas. Al termine del rito la salma venne tumulata nella cripta dello stesso edificio.

## Genealogia episcopale
La genealogia episcopale è:
- Cardinale Scipione Rebiba
- Cardinale Giulio Antonio Santori
- Cardinale Girolamo Bernerio, O.P.
- Arcivescovo Galeazzo Sanvitale
- Cardinale Ludovico Ludovisi
- Cardinale Luigi Caetani
- Cardinale Ulderico Carpegna
- Cardinale Paluzzo Paluzzi Altieri degli Albertoni
- Papa Benedetto XIII
- Papa Benedetto XIV
- Papa Clemente XIII
- Cardinale Enrico Benedetto Stuart
- Papa Leone XII
- Cardinale Chiarissimo Falconieri Mellini
- Cardinale Camillo Di Pietro
- Cardinale Mieczysław Halka Ledóchowski
- Cardinale Jan Maurycy Paweł Puzyna de Kosielsko
- Arcivescovo Józef Bilczewski
- Arcivescovo Bolesław Twardowski
- Arcivescovo Eugeniusz Baziak
- Papa Giovanni Paolo II
- Arcivescovo Justo Mullor García
- Vescovo Fernando Mario Chávez Ruvalcaba